# Lambert-St. Louis International Airport
Lambert-St. Louis International  Airport
(IATA: STL, ICAO: KSTL) är en internationell flygplats som ligger mellan  Berkeley och Bridgeton i St. Louis County i Missouri i USA.
Den ägs av staden Saint Louis  och är uppkallad efter den amerikanska flygaren Albert Bond Lambert som vann en silvermedalj i golf vid OS i Saint Louis 1914. Flygplatsen var tidigare ett viktigt trafiknav för flygbolaget TWA, men idag är American Airlines och Southwest Airlines de största bolagen där.

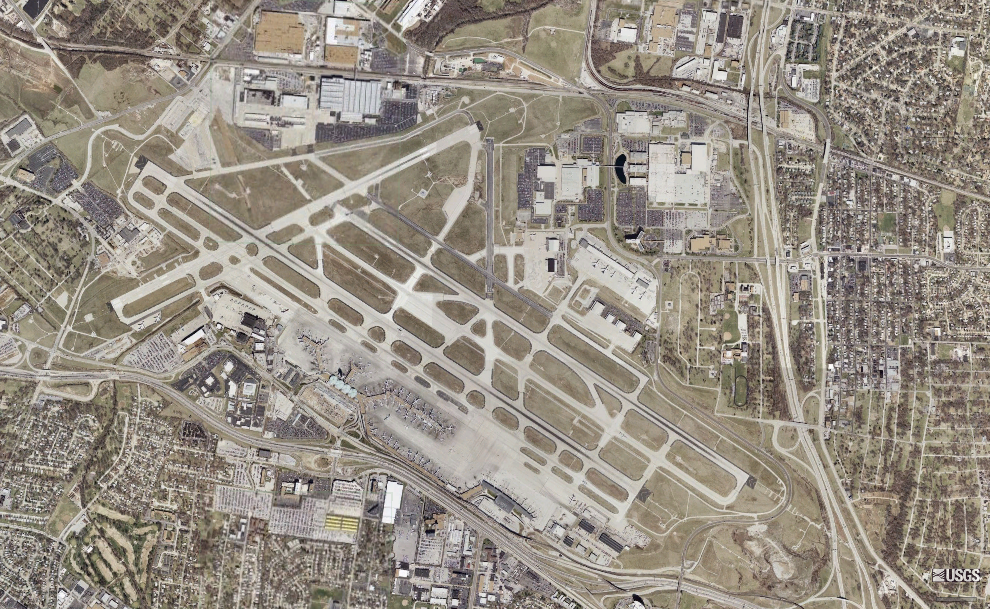
Lambert-St. Louis International Airport.